# Tage Nielsen
Tage Nielsen (Kopenhagen, 16 januari 1929 – aldaar, 23 maart 2003) was een Deens componist en bekleder van andere functies op het gebied van klassieke muziek, maar ook daar buiten.
Nielsen is grootgebracht in Ribe, alwaar zijn vader verbonden was aan het koor van de kathedraal. Hij genoot zijn opleiding compositie aan de Universiteit van Kopenhagen (1955), na privélessen te hebben gevolgd bij Rued Langgaard. Daarnaast deed hij ook een studie Frans.

## Organisator
Organiseren was eigenlijk zijn hoofdbaan. Hij heeft een aantal belangrijke functies bekleed binnen de Deense muziekwereld: van 1951-1963 werkte hij bij de Deense Omroep (plaatsvervangend directeur) bij de afdeling muziek; van 1963-1983 directeur van de Academie voor Muziek afdeling Jutland in Aarhus en directeur van het Deense Academie in Rome.

## Componist
Naast die banen vond Tage Nielsen nog tijd om te componeren. Was zijn stijl in het begin nog neoclassicisme, vanaf de jaren vijftig veranderde hij zijn stijl in atonale muziek, onder invloed van onder meer Karlheinz Stockhausen, Pierre Boulez een Luigi Nono. Later verliet hij die stroming weer en werd neo-romanticus. Zijn oeuvre is niet zo groot, maar zijn stijl is uniek. Regelmatig gebruikte hij oude klassieke elementen (citeren) en verwrong die naar een modern model.

## Composities

### Toneelwerken
- (1986-1991) Latter i Mørket (kameropera) (Laughter in the Dark naar Vladimir Nabokov)

### Composities voor (strijk)orkest
- (1963) 4 Miniaturen
- (1965) Bariolage
- (1967-1968) Il Giardino Magico
- (1982) Passacaglia

### Composities voor solo-instrument en orkest
- (1998) Concertstuk voor piano en ensemble

### Composities voor kamerorkest
- (1986) 5 Operafragmenten (gereviseerd 1996)
- (2001) Retrospekt

### Kamermuziek
- (1998) 6 Epigrammen voor piano en strijkkwartet
- (2002) A Sentimental Journey voor percussie en altviool
- (1994) A Winter’s Tale voor klarinet en piano
- (1996) Diptykon voor hobo en orgel
- (1983) Improvisatie en Fuga voor klarinet, piano en cello
- (1990) Pastorale voor percussie
- (1984) Salon voor fluit, harp en altviool
- (1999) Songs of Sun, Wind, and Darkness voor kamerkoor, klarinet, hoorn en altviool naar teksten van Emily Dickinson
- (1998) Trio Semplice voor hoorn, piano en viool

### Composities voor solo instrument
- (1996-1998) An Introduction to the Contemporary Organ
- (1984) Ballade voor percussie solo
- (1997) Canzone voor hobo solo
- (1997) Fantasiestuk voor celloOrgan solo
- (1993-1995) Lament en koraalfantasie voor orgel solo
- (1971) Marker og Enge voor orgel solo
- (1996) Nocturne voor kamerkoor en cymbalen
- (1981) Stilleven en landschap (Opstilling og landskab) voor fluit solo
- (????) Pianosonate op 3
- (1990) The Frosty Silence in the Gardens voor gitaar solo
- (1960-1961) Twee nocturnes voor piano solo
- (1951) Toccata voor orgel solo
- (1972-1974) Twee karakterstukken en een epiloog voor piano
- (1992) Uccelli voor klarinet solo
- (1963) Variaties voor altfluit solo

### Composities met zang
- (1979) 5 gedichten door William Blake (sopraan en vibrafoon)
- (1974) Attisk Sommer (sopraan, percussie en gitaar)
- (1995) Drei Lieder (sopraan en orgel)
- (1994) Vijf Romantische liederen (mezzo-sopraan en gitaar)
- (1985) In tribulatione mea (gemengd koor)
- (1989) Ritual (mezzo-sopraan, fluit, percussie en piano
- (1978) Three Black Madrigals (gemengd koor)
- (1984-1998) Drie Deense liederen voor kamerkoor

## Bron
- Samnfundet;
- Uitgave Dacapo (platenlabel)

- Biblioteca Nacional de España: XX5287873
- Bibliothèque nationale de France: cb14808736z (data)
- Gemeinsame Normdatei: 12584347X
- International Standard Name Identifier: 0000 0003 8504 3642
- Library of Congress Control Number: n81129313
- Nationale Bibliotheek van Letland: 000113546
- Nationale Bibliotheek van Israël: 987007335612105171
- Nederlandse Thesaurus van Auteursnamen: 297624709
- Virtual International Authority File: 279666420
- WorldCat: E39PBJhRK8KdybD4HGbRwDPWjC